# Great Balls of Fire (Jerry Lee Lewis-dal)
A Great Balls of Fire egy 1957-ben született dal, amelyet Otis Blackwell és Jack Hammer írt. Otis Blackwell írta a Don't Be Cruel és az All Shook Up című számokat Elvis Presley számára. A  Great Balls of Fire az után született meg, miután Blackwell látta Jerry Lee Lewis-t a The Steve Allen Show-ban.
Az eredeti felvételen csak két hangszer szól: Lewis énekel és zongorázik, J.M. Van Eaton pedig dobol. Van Eaton a Sun Records egyik stúdiódobosa volt, és az ő játéka hallható számos Sun felvételen.

## Jerry Lee Lewis felvétele

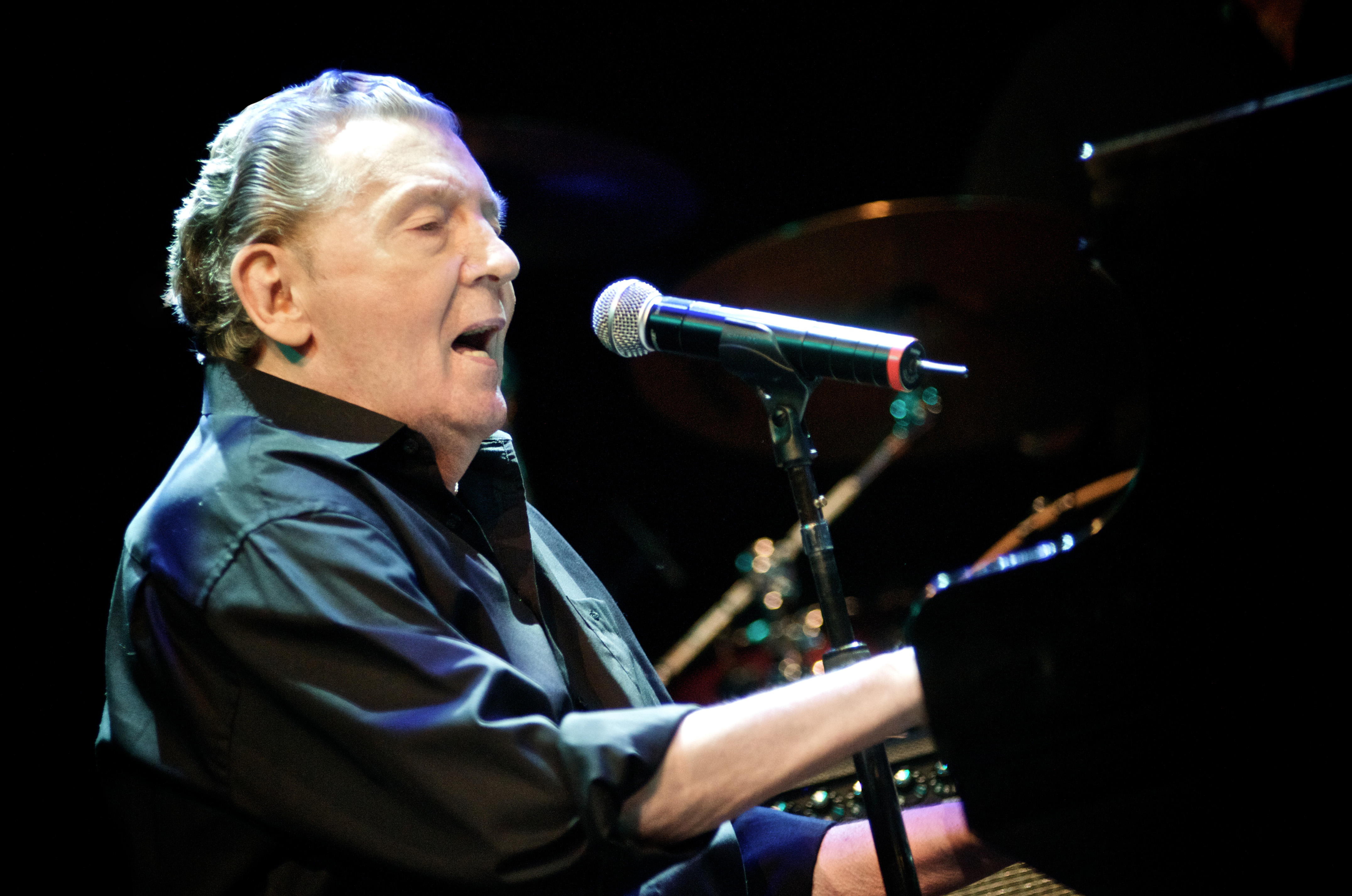
Jerry Lee Lewis 2009-ben, brazíliai koncertjén

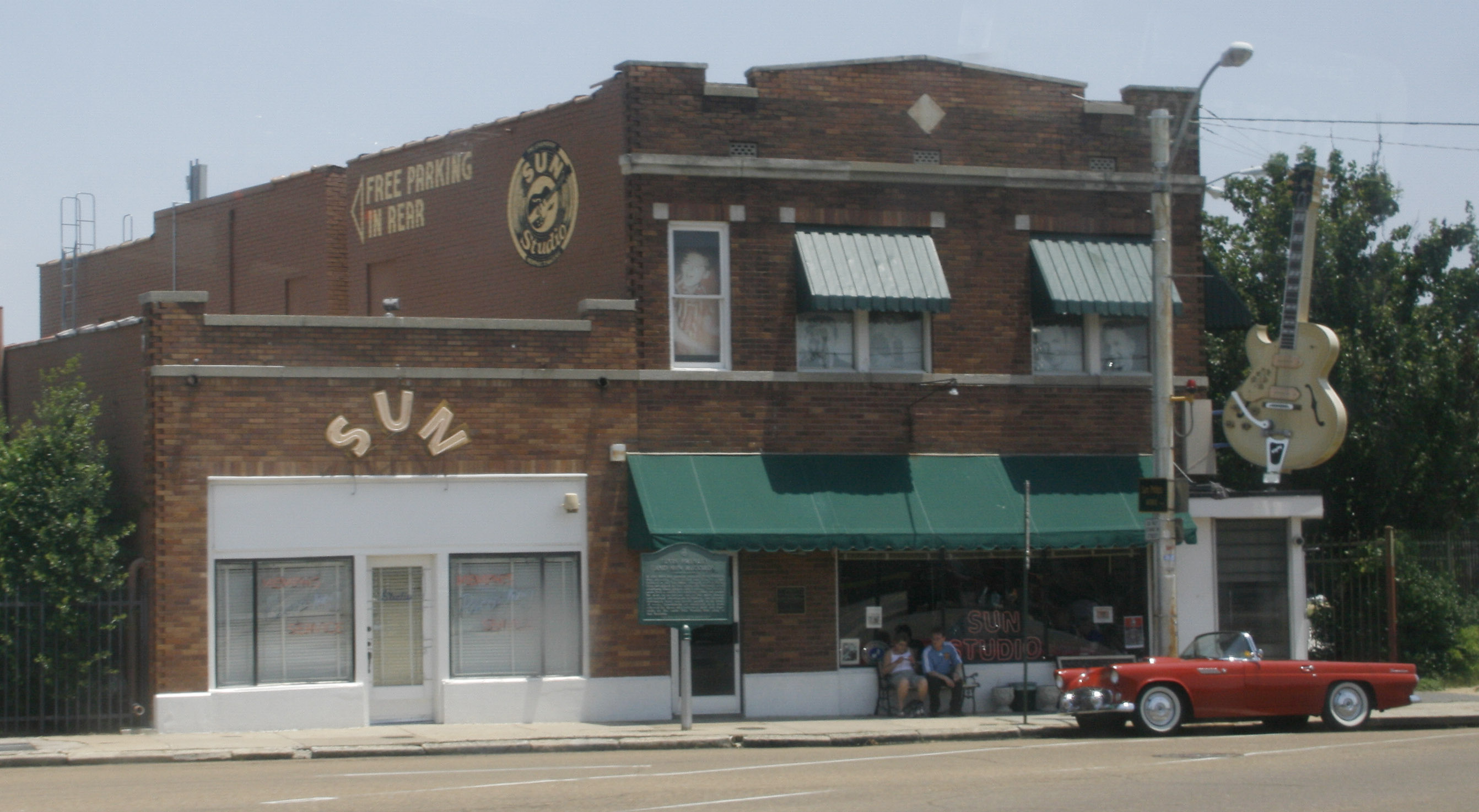
A Sun Records stúdiója

A dal leginkább Jerry Lee Lewis előadásában lett sikeres, a dalt a Sun Records stúdiójában vették fel, a Tennessee állambeli Memphisben 1957. október 6-a és október 8-a között és kislemez formátumban 1957 novemberében jelent meg. A Billboard Magazin Pop listáján 2. helyezést ért el, 3. lett a R&B listán és 1. helyezett lett a country listán. Az Egyesült Királyság pop listáján 1. helyezést ért el.
A dal Jerry Lee Lewis és együttese előadásában szerepelt az 1957-ben megjelent Warner Brothers-filmben, a Jamboree-ban, amelyikben szerepelt Carl Perkins, Fats Domino, Buddy Knox és Dick Clark is. A felvétel megjelent az Egyesült Királyságban is, a London Records-nál.
A Great Balls of Fire Jerry Lee Lewis előadásában a 96. helyezést érte el a Rolling Stone magazin Minden idők legjobb 500 dala listán.

## Közreműködők
- Jerry Lee Lewis – vokál, zongora
- Roland Janes – gitár
- Jimmy van Eaton – dobok
- ismeretlen kórus az U-276-os lemezen (You Win Again)[1]

## Helyezések
| Slágerlista (1957)                  | Legmagasabb helyezés |
| ----------------------------------- | -------------------- |
| Billboard Pop Charts kislemez lista | 2                    |
| Billboard R&B kislemez lista        | 3                    |
| Billboard country kislemez lista    | 1                    |
| Egyesült Királyság Top 40 Hit lista | 1                    |
| Hollandia kislemez listája          | 30                   |
| Új-Zéland kislemez listája          | 8                    |

## Érdekességek
- Otis Blackwell számos sikerdalt írt Elvis Presley számára is. Blackwell 2002-ben halt meg, 70 évesen.[6]
- Mint Lewis előző sikere, a Whole Lotta Shakin’ Goin’ On, szexuális jellegű utalásokat tartalmaz, amelyek sokkolták a délvidéki zenészeket 1957-ben. Lewis vallásos családban nőtt fel és válaszút elé került, hogy felvegye a dalt, vagy sem. Sam Phillips, a Sun Records tulajdonosa amellett érvelt, hogy Lewis mindenképpen énekelje fel a dalt. Vitájuk alatt forgott a felvétel, ami néhány Sun Records-felvételen hallható is.
- A dal bekerült a Top 5-be a pop listán, a R&B listán és a Country dalok listáján, mégpedig egyszerre a Whole Lotta Shakin’ Goin’ On-nal. Mindkét dal 1. helyezett lett a Country listán és amíg a Great Balls of Fire-ból 5 millió darabot adtak el, ami kevesebb volt, mint az előző kislemez eladási adata, de a slágerlistán magasabb helyezést ért el.
- A Great Balls of Fire ugyanabban a hónapban jelent meg, amikor Lewis feleségül vette a 13 éves Myra Gale Brown-t, J.W. Brown-nak, az énekes unokatestvérének (és basszusgitárosának) a lánya volt. Ebben az időben Lewis Buddy Holly és Chuck Berry showjaiban szerepelt, de amikor a brit sajtó tudomást szerzett a házasságról, a közönség gyalázkodása arra kényszerítette Lewis-t, hogy elhagyja az államot. Visszatérve az Államokba, karrierje megakadt, mivel a rádióállomások nem voltak hajlandóak a dalait lejátszani, az üzletek pedig eladni a lemezeit.
- Készült Lewisről egy életrajzi film, amelyben Dennis Quaid játszotta az énekes szerepét, a film a Great Balls of Fire címet kapta.
- A dal több rocksztárra is nagy hatást tett, egyikük, Eric Clapton ezt mondta: Emlékszem, amikor először láttam rock & rollt a TV-ben, Jerry Lee Lewis énekelte a Great Balls of Fire-t. Nagyon feldobott engem – olyan volt, mintha a világűrből jött volna.
- Azután a sikertelen new york-i koncert után Chuck Berry azt kérte, ne kelljen még egyszer Lewis után színpadra lépnie.

## Egyéb előadók
- Tiny Tim amerikai énekes Tiptoe Through the Tulips című, 1968-ban megjelent kislemezének B-oldalán szerepel a dal.[7]
- A New Grass Revival amerikai progresszív bluegrass zenét játszó zenekar 1972-ben megjelent albumán, a The Arrival of the New Grass Revival-on rögzítette a dalt.
- A szintén amerikai doo-wop együttes, a The Flamingos Unspoken Emotions című albumára vette fel a dal változatát.
- Az Electric Light Orchestra 1974-ben a The Night the Light Went on (in Long Beach) című koncertalbumán rögzítette a dalt.[8]
- Dolly Parton 1979-ben rögzítette a dal verzióját.[9]
- Amii Stewart amerikai énekesnő 1981-ben megjelent Images című nagylemezére került fel a dal változata.[10]
- A The Misfits nevű amerikai együttes 2003-ban megjelent Project 1950 című albumán szerepel a dal.[11]
- Teitur Lassen feröeri énekes 2006-ban megjelent Stay Under the Stars című albumán is szerepel a felvétel.
- Az Offenbach nevű kanadai zenekar 2007-ben megjelent DVD-jén, az Ultimate című albumán szerepel a dal.
- Tom Jones 1989-ben a londoni Hammersmith Odeonban adta elő a dalt.[12]
- Dean Delannoit belga énekes 2007-ben, debütáló albumán rögzítette a dalt.
- A Fleetwood Mac 1999-ben megjelent Shrine '69 című élő albumán szerepel a dal (a felvétel a Shrine Auditoriumban készült 1969-ben.
- Johnny Winter verziója a Johnny Winter And.... Live című nagylemezen jelent meg.
- 1972-ben jelent meg Mae West azonos című albuma.